# Hunter Preston
Hunter Moise Preston (nacido el 11 de agosto de 1999 en Daphne (Alabama)) es un jugador de baloncesto estadounidense que mide 201 centímetros y juega en la posición de alero en las filas del Club Bàsquet Alginet de la Liga LEB Plata.

## Trayectoria
Preston es un jugador nacido en Mobile (Alabama), formado en la Theodore High School de su ciudad natal hasta que en 2017 ingresó en el Snead State Community College situado en Boaz (Alabama), donde jugaría dos temporadas. En 2019, ingresa en la Columbus State University, donde jugaría durante tres temporadas con los Columbus State Cougars en la División II de la NCAA, desde 2019 a 2022. En la temporada de su graduación, 2021/22, alcanza medias de 15 puntos y 7.4 rebotes.
Tras no ser drafteado en 2022, firma por el Club Deportivo y Cultural Pichincha de Potosí de la Liga Boliviana de Básquetbol, con el que se proclamaría campeón de liga.
El 31 de agosto de 2022 firma por el Club Bàsquet Alginet de la Liga LEB Plata. Completa la temporada 2022/23 siendo uno de los jugadores más destacados de la competición con promedios de 18.2 puntos y 8.8 rebotes.